# Tymianka (województwo podlaskie)
Tymianka – wieś w Polsce położona w województwie podlaskim, w powiecie siemiatyckim, w gminie Nurzec-Stacja. 
Wieś jest siedzibą sołectwa Tymianka, w którego skład wchodzi również miejscowość Piszczatka.
W latach 1975–1998 miejscowość położona była w województwie białostockim.
Prawosławni mieszkańcy wsi należą do parafii Świętych Kosmy i Damiana w Telatyczach, a wierni kościoła rzymskokatolickiego parafii Podwyższenia Krzyża Świętego w Tokarach.